# Luzianes-Gare
Luzianes-Gare is een plaats (freguesia) in de Portugese gemeente Odemira en telt 480 inwoners (2001).